# Provinciale weg 832
De provinciale weg N832 is een noord-zuidroute in de Bommelerwaard in Gelderland van Gameren naar Well.

## Route
De weg begint op een kruispunt van de N322 (Nijmegen-Nieuwendijk) bij Gameren. Vandaar loopt de weg in zuidelijke richting. De N832 loopt door het dorp Kerkwijk. Een kilometer na Kerkwijk buigt de weg af naar het westen, om ongeveer een kilometer verder weer naar het zuiden af te buigen. De weg eindigt ten noorden van Well, bij een kruispunt in de N831 (Wijk en Aalburg-Alem).
De N832 bestaat eigenlijk uit twee gedeelten: het traject Gameren-Uilecotenweg en het traject Uilecotenweg-Well. De Uilecotenweg loopt van de N832 naar Ammerzoden. Het tweede traject is een deel van een verder nooit voltooide provinciale weg ten noorden van Ammerzoden en Hedel.

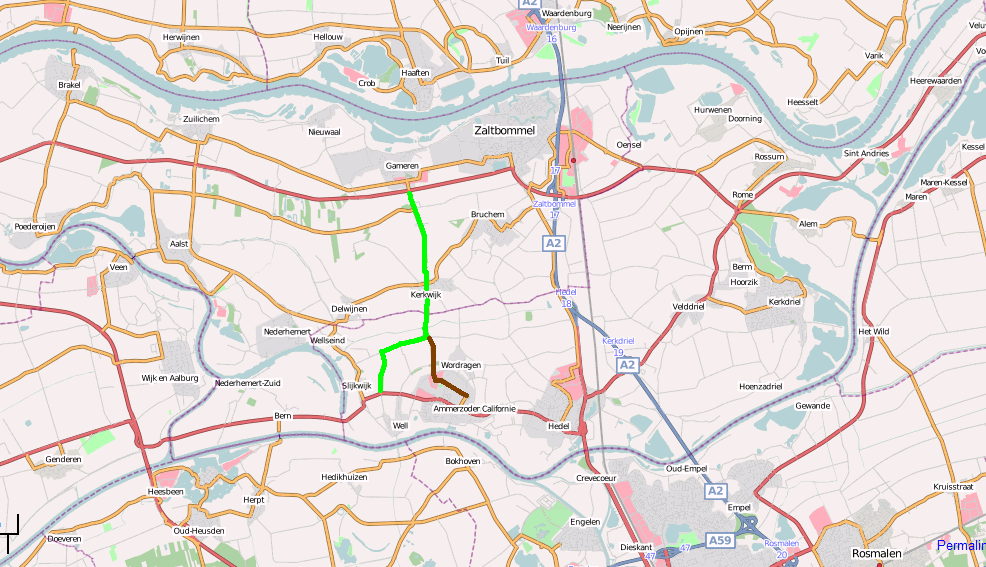
Detailkaart

N23 · N34 · N224 · N225 · N229 · N233 · N271 · N301 · N302 · N303 · N304 · N305 · N306 · N307 · N308 · N309 · N310 · N311 · N312 · N313 · N314 · N315 · N316 · N317 · N318 · N319 · N320 · N322 · N323 · N324 · N325/A325 · N326/A326 · N327 · N329 · N330 · N331 · N332 · N333 · N334 · N335 · N336 · N337 · N338 · N339 · N340 · N341 · N342 · N343 · N344 · N345 · N346 · N347 · N348/A348 · N349 · N350 · N351 · N352 · N375 · N377

N418 · N701 · N702 · N703 · N704 · N705 · N706 · N707 · N708 · N709 · N710 · N711 · N712 · N713 · N714 · N715 · N716 · N717 · N718 · N719 · N720 · N727 · N731 · N732 · N733 · N734 · N735 · N736 · N737 · N738 · N739 · N740 · N741 · N742 · N743 · N744 · N745 · N746 · N747 · N748 · N749 · N750 · N751 · N752 · N753 · N754 · N755 · N756 · N757 · N758 · N759 · N760 · N761 · N762 · N763 · N764 · N765 · N766 · N768 · N781 · N782 · N783 · N784 · N785 · N786 · N787 · N788 · N789 · N790 · N791 · N792 · N793 · N794 · N795 · N796 · N797 · N798 · N800 · N801 · N802 · N803 · N804 · N805 · N806 · N810 · N811 · N812 · N813 · N814 · N815 · N816 · N817 · N818 · N819 · N820 · N821 · N822 · N823 · N824 · N825 · N826 · N827 · N830 · N831 · N832 · N833 · N834 · N835 · N836 · N837 · N838 · N839 · N840 · N841 · N842 · N843 · N844 · N845 · N846 · N847 · N848 · N852 · N855

Cursief vermelde wegen zijn voormalige provinciale wegen.